# An Lâm
An Lâm là một xã thuộc huyện Nam Sách, tỉnh Hải Dương, Việt Nam.
Xã An Lâm có diện tích 6,78 km², dân số năm 1999 là 7.329 người, mật độ dân số đạt 1.081 người/km².